# Yomad
Yomad est la première maison d'édition marocaine spécialisée dans la littérature jeunesse. Basée à Rabat, elle a été créée en 1998. Ses publications sont en français, en arabe et en amazighe.

## Historique
Fondée en 1998 par Nadia Bouayad et Nadia Essalmi, jusqu'à la création de Yanbow Al Kitab, en 2006, Yomad a été la seule maison d'édition jeunesse du pays.

## Auteurs primés
Parmi ses auteurs ou illustrateurs, quatre ont reçu un prix Grand Atlas pour des ouvrages édités en son sein : 
- Habib Mazini pour La Révolte du 30 février (catégorie « Jeunesse - Auteur ») ;
- Alexis Logié pour Salem et le Sorcier (catégorie « Jeunesse - Illustrateur »), en 2001[3] ;
- Fouad Laroui (texte) et Pierre Léger (illustration) pour La Meilleure Façon d’attraper les choses (catégorie « Jeunesse »), en 2005[4].